# Hikma Pharmaceuticals
Hikma Pharmaceuticals — транснациональная фармацевтическая компания, расположенная в Иордании. Штаб-квартира компании находится в Лондоне. Зарегистрирована на Лондонской фондовой бирже и является составной частью индекса FTSE 100.

## История
Компания была основана Самихом Дарвазом в 1978 году в Аммане, Иордания. В августе 1996 года она стала первой арабской компанией, которая начала экспорт фармацевтической продукции в США. Она стала размещать свои акции на Лондонской фондовой бирже в 2005 году. С 2005 по 2011 компания купила несколько фармацевтических компаний в Египте, Германии и Саудовской Аравии.
В октябре 2011 года, Hikma Pharmaceuticals приобрела Promopharm, девятого по величине фармпроизводителя в Марокко. Были также открыты предприятия в Алжире. Hikma также открыла фармацевтическую производственную компанию Al Dar Al Arabia в Алжире в 2011 году. Алжирская фармацевтическая компания — второе предприятие Hikma в Алжире после Hikma Pharma Algeria.
В 2011 году компания выиграла приз ICSA за лучший аудит среди компаний FTSE 250.
Hikma расширила свое присутствие на египетском рынке за счет приобретения египетской компании фармацевтической и химической промышленности (EPCI) в 2012 году.
28 мая 2014 года Hikma Pharmaceuticals согласилась приобрести активы в США у компании Boehringer Ingelheim на сумму до 300 миллионов долларов, что повысило её присутствие на рынке инъекционных лекарств. В сентябре 2013 года Hikma объявила об экспансии в страны Африки к югу от Сахары, заключив соглашение о совместном предприятии 50:50 с MIDROC Pharmaceuticals Limited, чтобы выйти на эфиопский фармацевтический рынок.
В июне 2020 года Boehringer объявила, что продаст часть своей доли в лондонской компании Hikma Pharmaceuticals (28 миллионов из 40 миллионов акций) примерно за 800 миллионов долларов.

## Бизнес

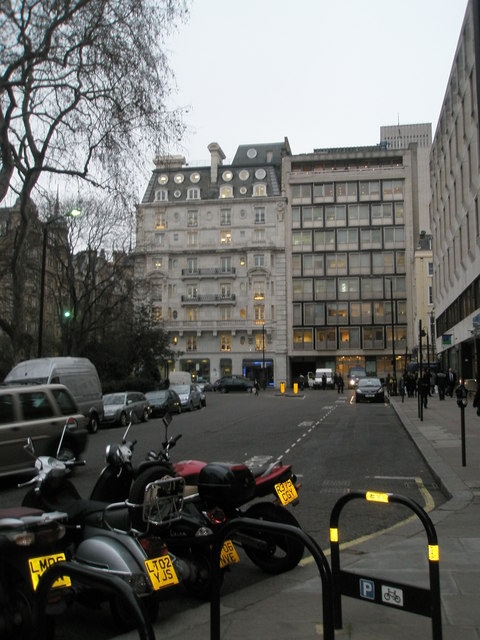
головной офис компании на Ганновер-сквер в Лондоне (слева)

Hikma Pharmaceuticals имеет 29 предприятий в 11 странах: США, Португалия, Италия, Иордания, Саудовская Аравия, Алжир, Германия, Египет, Марокко, Тунис и Судан.

## Сегменты бизнеса
Фирменная
Hikma выпускает такие лекарства, как Amoclan, Blopress, Omnicef, Програф и Супракс.
Инъекционные
Выпускает препараты Аргатобран, фентанил, фенилэфрин, Робаксин и железа глюконат.
Универсальные
Амоксициллин, Цефалексин, доксициклин, метокарбамол и преднизолон.